# Benjamin Mendy
Benjamin Mendy (født 17. juli 1994 i Longjumeau, Frankrig) er en fransk fodboldspiller med rødder fra Senegal, der spiller som forsvarsspiller for Ligue 1 klubben FC Lorient.

## Klubkarriere

### Le Havre
Mendy skiftede til Le Havre i 2007. Han spillede for klubbens ungdomshold i tre år, indtil han i 2010 spillede for klubbens B senior hold. 
Efter Mendy den 24. juli 2011 skrev under på sin første professionelle kontrakt, blev han også en permanent del af førsteholdet, selvom han stadig var tilgængelig for B holdet. På dette tidspunkt var han bl.a. jagtet af Premier League-klubberne Arsenal og Sunderland.
Han nåede i alt at spille 12 ligakampe for B holdet, og 57 ligakampe for A holdet.

### Olympique Marseille
I juli 2013 bekræftede Olympique Marseille, at de havde købt den unge teenager.

## Landshold
Mendy har spillet for sit lands U16, U17, U19 og U18 landshold. Information om antal kampe og mål kan ses i infoboksen til højre.
Mendy nåede bl.a. i kvartfinalen med sit U17 landshold i U/17 VM i fodbold.